# فتيات حرب العصابات
فتيات حرب العصابات هي مجموعة مجهولة من النسويات والفنانات المكرسات لمكافحة التمييز على أساس الجنس والعنصرية في عالم الفن. تشكلت المجموعة في مدينة نيويورك في عام 1985 بهدف التركيز على عدم المساواة بين الجنسين والعرقية داخل مجتمع الفنون الأكبر. تستخدم المجموعة التشويش الثقافي على شكل ملصقات وكتب ولوحات إعلانية وظهور عام لفضح التمييز والفساد. للبقاء مجهولين، يرتدي الأعضاء أقنعة الغوريلا ويستخدمون أسماء مستعارة تشير إلى الفنانات المتوفيات. وفقًا لـ GG1، يتم إخفاء الهويات لأن القضايا تهم أكثر من الهويات الفردية، «بشكل أساسي، أردنا التركيز على القضايا، وليس على شخصياتنا أو عملنا.» 

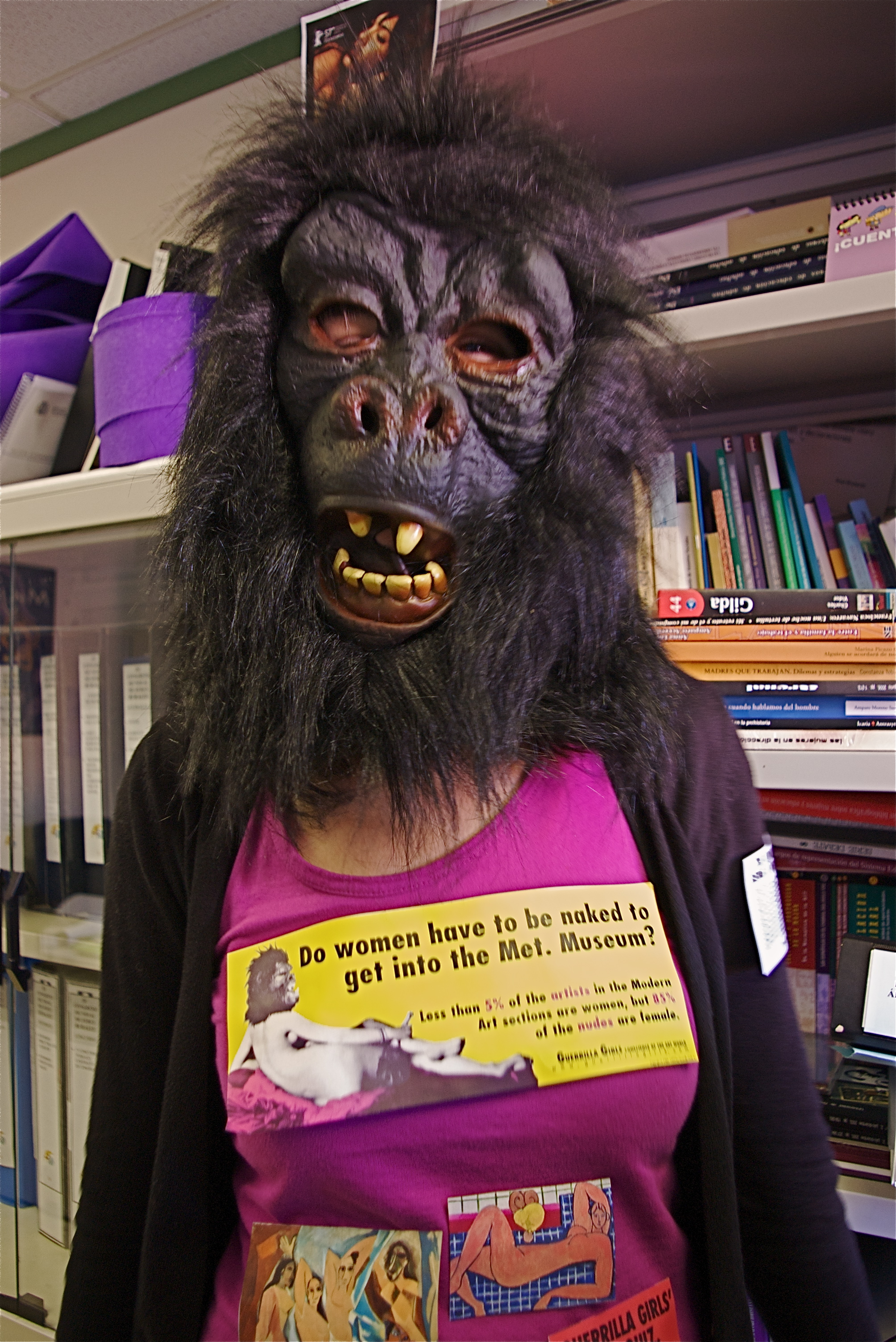
صورة لشخص يرتدي زي فتاة حرب العصابات.

## التاريخ
خلال ذروة حركة الفن المعاصر في القرن العشرين، افتقرت العديد من صالات العرض المتميزة إلى التمثيل المناسب للفنانات والقيمين. غالبًا ما تم تمويل هذه المعارض بشكل خاص من قبل النخب، ومعظمهم من الذكور البيض، مما يعني أن المتاحف لم تعد توثق الفن، ولكن هياكل السلطة. بحلول منتصف الستينيات، كان لمتحف متروبوليتان للفنون في نيويورك مجلس إدارة يغلب عليه الذكور. ويرتبط هذا بتفاوت الفنانات المعروضات بينما كان الفن الذي يصور الشكل الأنثوي وفيرًا. ثم في عام 1985، تم تشكيل مجموعة لتسليط الضوء على هذه التفاوتات في عالم الفن المتحيز ضد المرأة.
في ربيع عام 1985، أطلقت سبع نساء «فتيات العصابات» ردًا على معرض متحف الفن الحديث «دراسة استقصائية دولية للرسم والنحت الحديث» [1984)، الذي يضم قائمة تضم 165 فنانًا تضم 13 امرأة فقط. عند افتتاح مبنى موما الذي تم تجديده وتوسيعه حديثًا، ادعى هذا المعرض مسح أهم الرسامين والنحاتين في تلك الحقبة من 17 دولة. كانت نسبة الفنانين العاملين بالتلوين أقل، ولم يكن أي منهم من النساء.